# Ural'skaja (metropolitana di Ekaterinburg)
La stazione di Ural'skaja (Уральская) è una stazione della metropolitana di Ekaterinburg, sulla linea 1.

## Storia
La stazione di Ural'skaja venne attivata il 22 dicembre 1991, contemporaneamente alla tratta da Mašinostroitelej a Ural'skaja della linea 1; rimase capolinea fino al 22 dicembre 1994, quando venne attivato il prolungamento fino a Ploščad' 1905 goda.

## Strutture e impianti
Si tratta di una stazione sotterranea, con due binari – uno per ogni senso di marcia – serviti da una banchina ad isola.